# Croatian Indoors 1998 - Qualificazioni doppio
Le qualificazioni del doppio  del Croatian Indoors 1998 sono state un torneo di tennis preliminare per accedere alla fase finale della manifestazione. I vincitori dell'ultimo turno sono entrati di diritto nel tabellone principale. In caso di ritiro di uno o più giocatori aventi diritto a questi sono subentrati i lucky loser, ossia i giocatori che hanno perso nell'ultimo turno ma che avevano una classifica più alta rispetto agli altri partecipanti che avevano comunque perso nel turno finale.
Le qualificazioni del doppio del torneo Croatian Indoors 1998 prevedevano 4 coppie partecipanti di cui una è entrata nel tabellone principale.

## Teste di serie
1. Emilio Benfele Álvarez /  Álex Calatrava (Qualificati)

1. Lars Burgsmüller /  Rainer Schüttler (ultimo turno)

## Qualificati
1. Emilio Benfele Álvarez  /   Álex Calatrava

## Tabellone

### Legenda
| - Q = Qualificato - WC = Wild card - LL = Lucky loser | - ALT = Alternate - SE = Special Exempt - PR = Protected Ranking | - w/o = Walkover - r = Ritirato - d = Squalificato |

|  | Primo turno | Primo turno                           | Primo turno                           | Primo turno | Primo turno |  |  | Ultimo turno | Ultimo turno                          | Ultimo turno                          | Ultimo turno | Ultimo turno |  |
|  |             |                                       |                                       |             |             |  |  |              |                                       |                                       |              |              |  |
|  | 1           | Emilio Benfele Álvarez Álex Calatrava | Emilio Benfele Álvarez Álex Calatrava | 6           | 6           |  |  |              |                                       |                                       |              |              |  |
|  |             | Ljubomir Ercegovic Jure Ivelic        | Ljubomir Ercegovic Jure Ivelic        | 2           | 4           |  |  | 1            | Emilio Benfele Álvarez Álex Calatrava | Emilio Benfele Álvarez Álex Calatrava | 7            | 6            |  |
|  | 2           | Lars Burgsmüller Rainer Schüttler     | Lars Burgsmüller Rainer Schüttler     | 6           | 6           |  |  | 2            | Lars Burgsmüller Rainer Schüttler     | Lars Burgsmüller Rainer Schüttler     | 6            | 2            |  |
|  |             | Ivan Beros Luka Kutanjac              | Ivan Beros Luka Kutanjac              | 3           | 4           |  |  |              |                                       |                                       |              |              |  |